# Ernst-Grube-Stadion
Das Ernst-Grube-Stadion war das größte Stadion der Stadt Magdeburg.
Es verfügte über ein Fassungsvermögen von 25.800 Zuschauern und war das Heimatstadion des 1. FC Magdeburg. Benannt war es nach dem Magdeburger Widerstandskämpfer gegen den Nationalsozialismus und Reichstagsabgeordneten Ernst Grube (KPD). 2005 wurde es abgerissen. An gleicher Stelle entstand von Juni 2005 bis November 2006 das Fußballstadion Avnet Arena.

## Geschichte
Ein erstes Stadion an dieser Stelle (Gübser Damm), der Viktoria-Sportplatz, wurde am 14. April 1912 eingeweiht. Es diente dem Fußballverein Victoria 96 als Spielstätte. Ein erster Höhepunkt war die Durchführung des Finales der deutschen Fußballmeisterschaft von 1914 zwischen der SpVgg Fürth und dem VfB Leipzig.
Das als Ernst-Grube-Stadion bezeichnete Stadion entstand in der Zeit der DDR Anfang der 1950er Jahre. Geplant war zunächst die Errichtung einer großen Sportanlage mit einem Stadion für 80.000 Personen und einem Hallenschwimmbad im Zentrum Magdeburgs auf dem Schroteplatz. Der dementsprechende Stadtratsbeschluss vom 25. Mai 1954 wurde jedoch nicht umgesetzt, da der sich auf dem vorgesehenen Gelände befindliche Betrieb der VEB Baustoffversorgung bei der Regierung protestierte und eine Erlaubnis zur Nutzung des Geländes bis 1960 erhielt. Die Stadt entschied sich daher zum Neubau auf dem Viktoria-Gelände.
Das Grube-Stadion wurde im Rahmen des Nationalen Aufbauwerks mit mehr als 400.000 freiwilligen Aufbaustunden errichtet. Zur Aufschüttung der Wälle für die Zuschauertribünen wurden 150.000 Kubikmeter (pro Tag circa 1.000 Kubikmeter) Trümmerschutt aus der im Zweiten Weltkrieg zerstörten Magdeburger Altstadt antransportiert.
Das auch für Leichtathletik geeignete Stadion wurde am 18. September 1955 mit der Austragung des 1. Bezirks-Turn-und-Sportfests vor 40.000 Zuschauern eröffnet. Am Vorabend der Eröffnung fand ein Fackelumzug in der Magdeburger Innenstadt sowie eine Kundgebung auf dem Alten Markt statt. Festredner war unter anderem Manfred von Brauchitsch in seiner Funktion als Präsident des Komitees für Einheit und Freiheit im deutschen Sport. Außerdem fand ein Fußballfreundschaftsspiel zwischen den B-Auswahlen der DDR und Rumäniens statt, welches die DDR 3:0 gewann.
Der Besucherrekord von 55.000 Zuschauern wurde 1963 beim Freundschaftsspiel des SC Aufbau Magdeburg gegen CKD Prag sowie der anschließenden Ankunft der 14. Etappe der Friedensfahrt aufgestellt.
In späteren Jahren erfolgte ein weiterer Ausbau der Anlage und die Errichtung einer Flutlichtanlage. Neben dem Fußballclub 1. FC Magdeburg waren vor allem die Leichtathleten des SC Magdeburg Nutzer des Stadions.
Neben mehreren Länderspielen der DDR-Fußballnationalmannschaft waren im Stadion so bekannte Mannschaften wie FC Barcelona, FC Bayern München, Malmö FF, Juventus Turin, FC Schalke 04 und PSV Eindhoven zu Gast.
Wegen des zunehmenden Sanierungsbedarfs der Anlage beschloss der Magdeburger Stadtrat im Jahr 2004 den Abriss der alten Anlage und den Neubau eines modernen Fußballstadions. Die Flutlichtmasten wurden durch eine Sprengung abgerissen.
Während des Neubaus spielte der 1. FC Magdeburg vom Februar 2005 bis Ende 2006 erneut im Heinrich-Germer-Stadion. Am 10. Dezember 2006 wurde die Avnet Arena eingeweiht.

## Bildergalerie

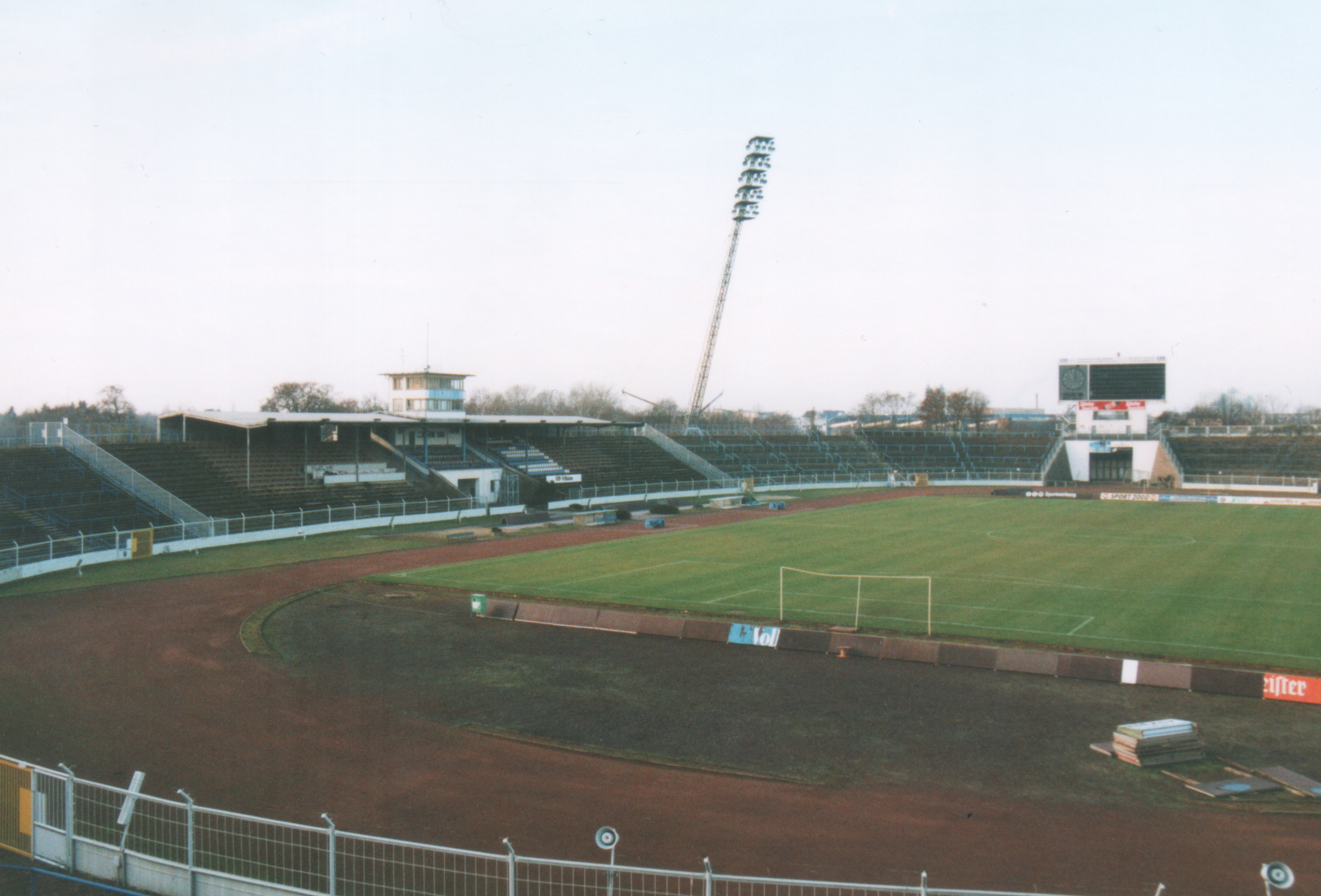
Haupttribüne des Stadions
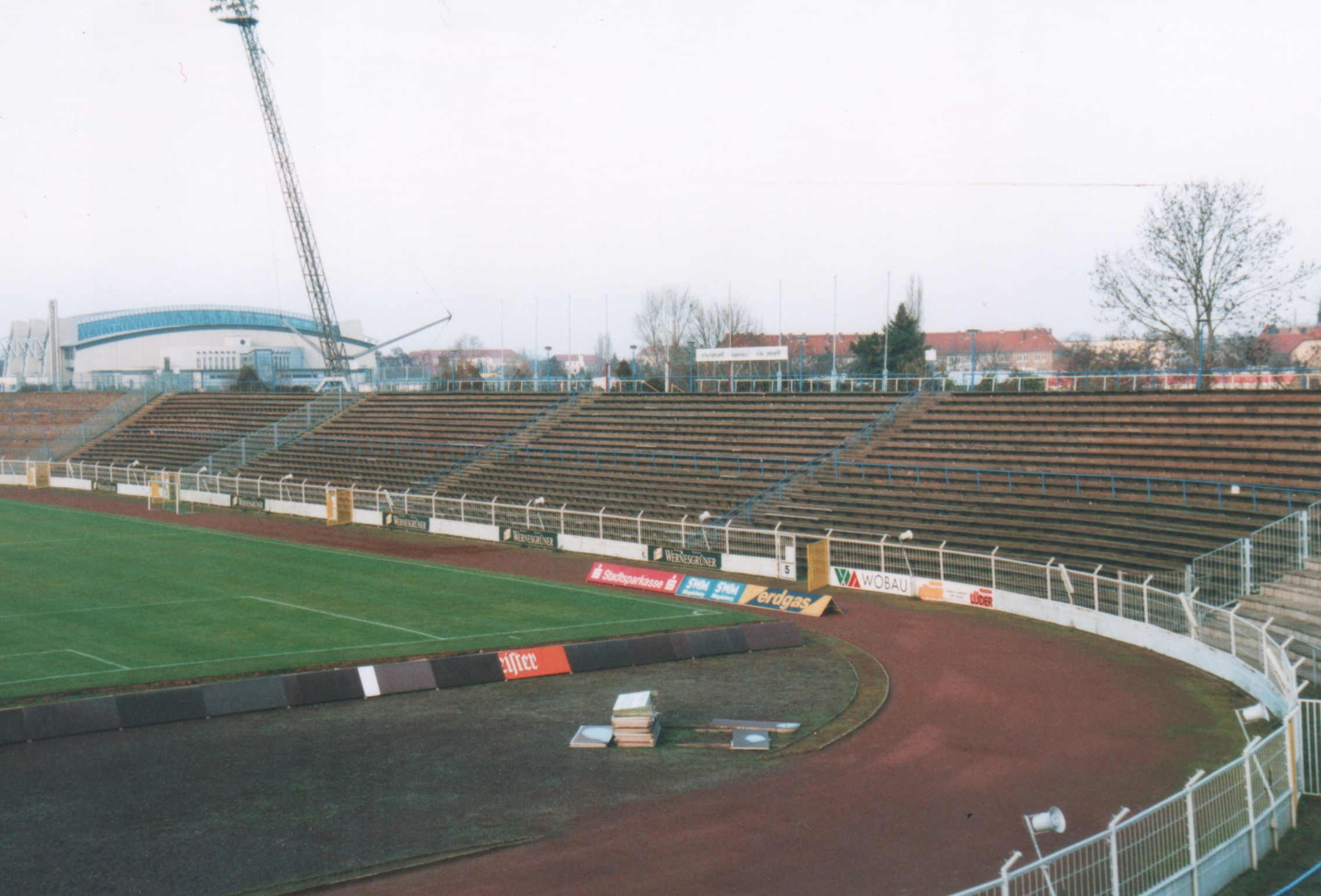
Gegengerade
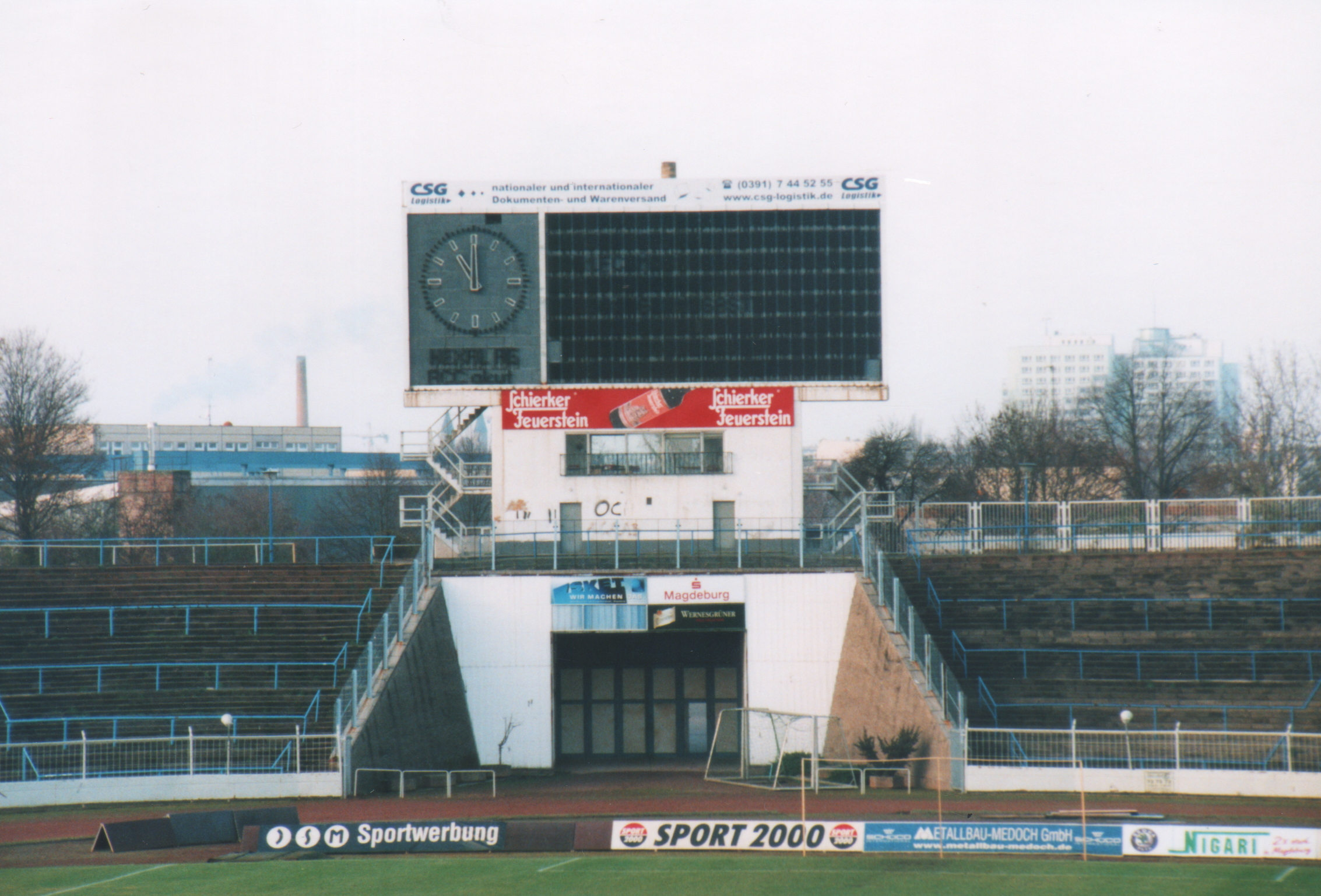
Anzeigetafel
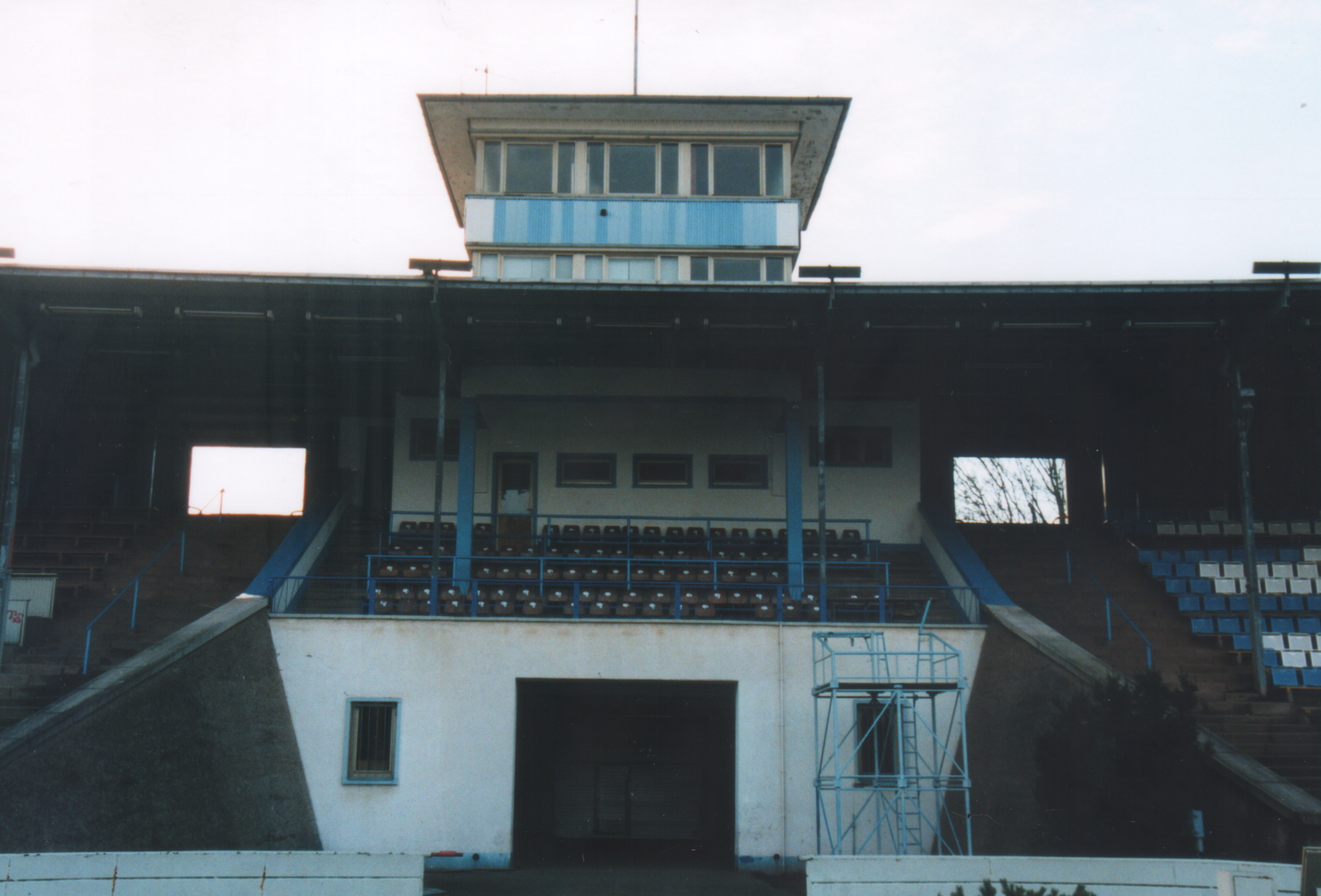
Sprecherturm
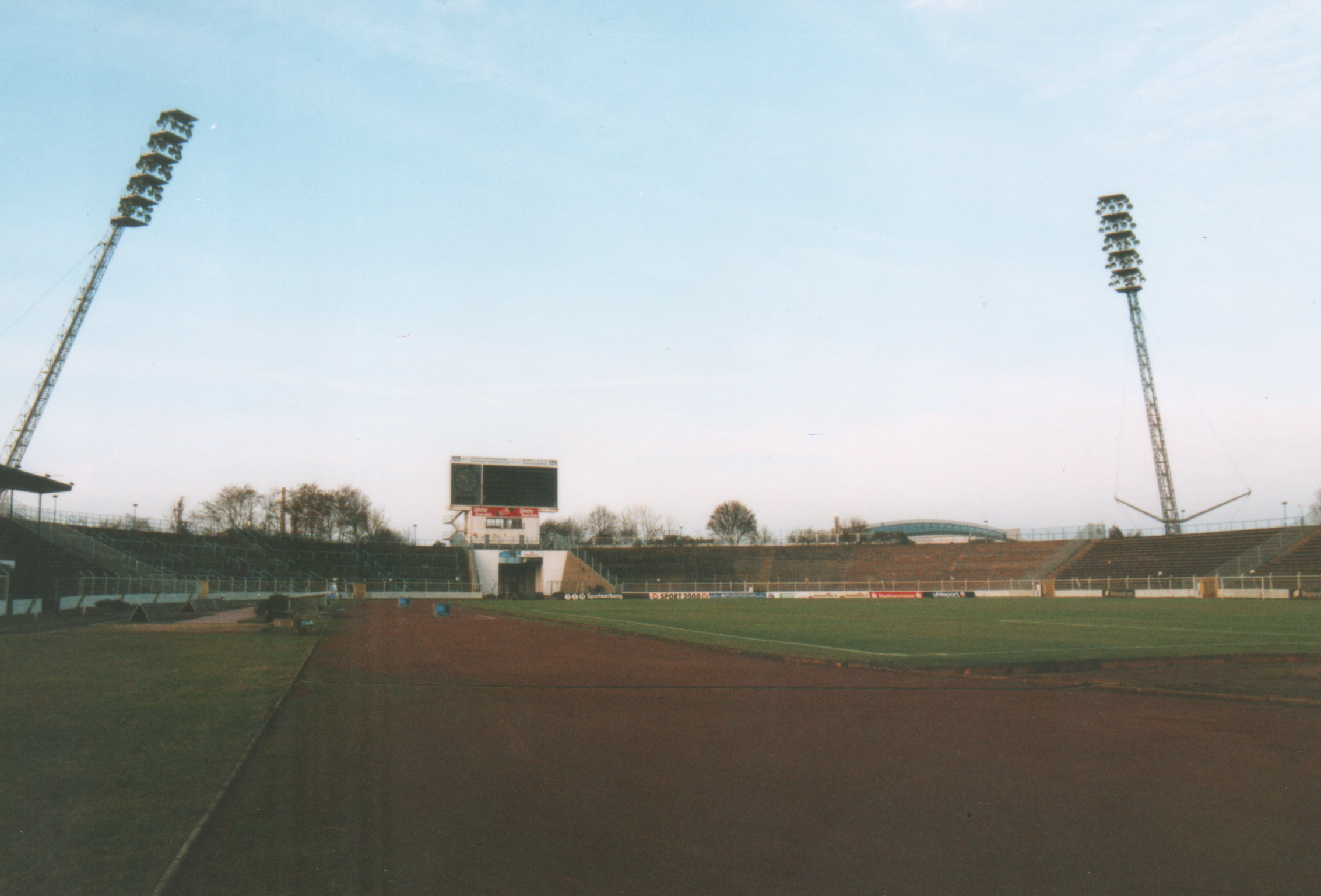
Marathontor-Kurve
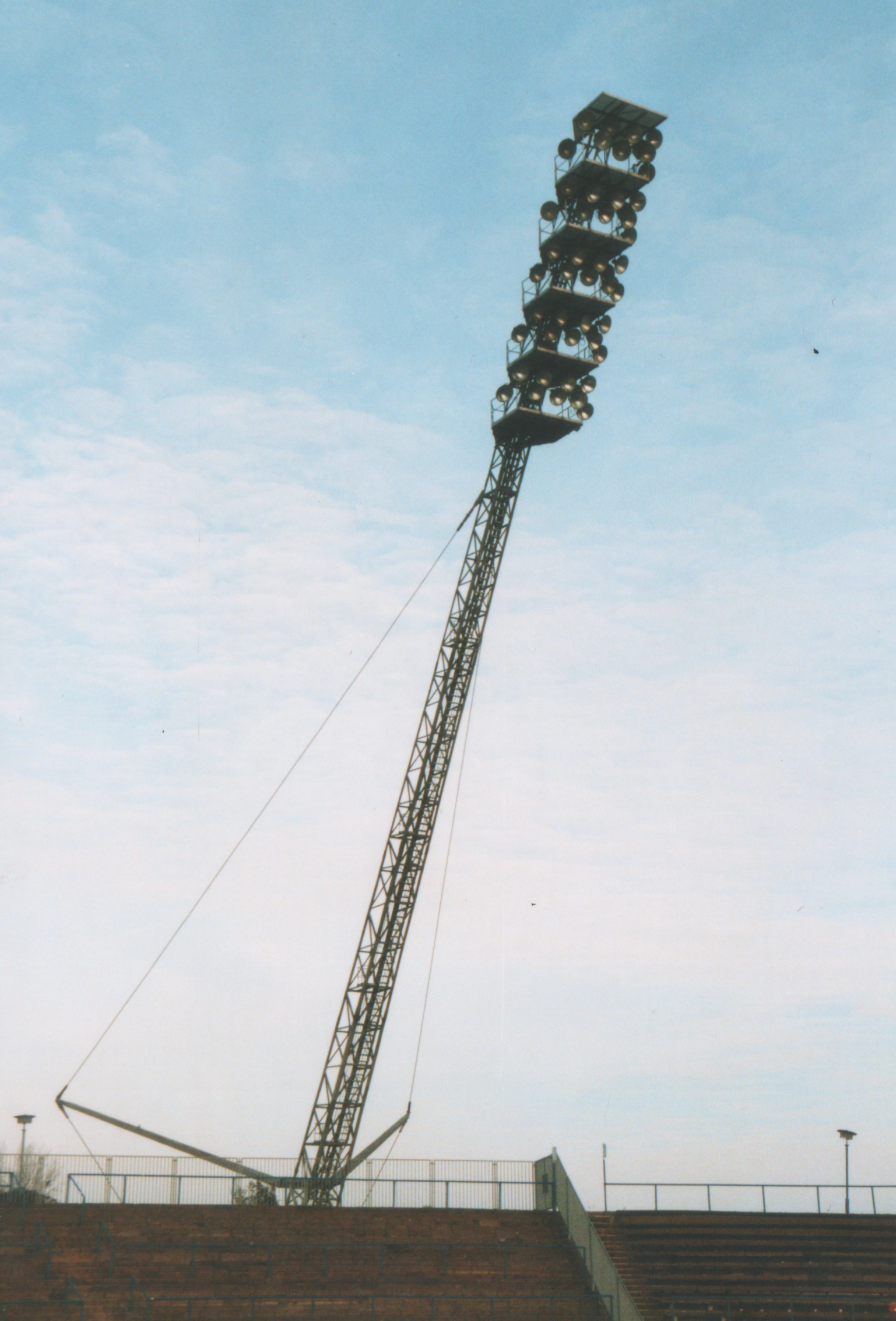
Flutlichtmast
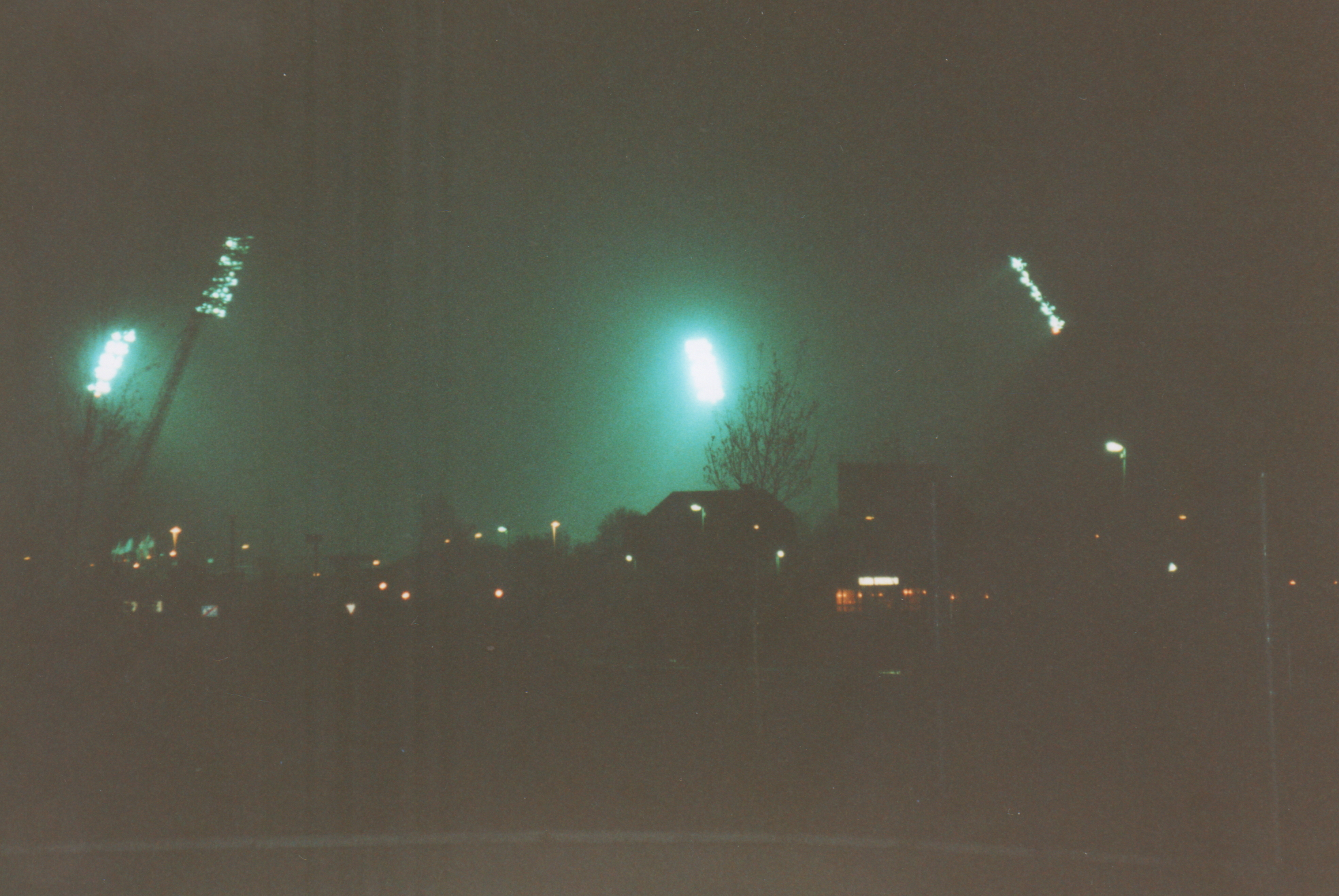
Flutlichtspiel